# Апаяо (провінція)
Апаяо (Ілоко: Probinsia ti Apayao) — провінція Філіппін в Кордильєрському адміністративному регіоні на острові Лусон. Адміністративним центром є муніципалітет Кабугао.

## Історія
До 1995 року провінція Апаяо разом з Калінга складали єдину провінцію під назвою Калінга-Апаяо, яка була розділена для кращого обслуговування потреб окремих етнічних груп.

## Географія
Провінція Апаяо межує з провінцією Кагаян на півночі та сході, Абра та Північний Ілокос на заході, Калінга на півдні. Згідно перепису 2015 року населення провінції становило 119 184 осіб. Більшу частину площі провінції займає гірська система Центральна Кордильєра. Адміністративно поділяється на 7 муніципалітетів.

## Економіка
Головною галуззю економіки є сільське господарство. Основними культурами є рис, кукурудза, кава, овочі, лонгконг, цитрусові, банани, ананаси та інші фрукти. Тваринництво представлене великою рогатою худобою, вирощуванням птахів, свиней, кіз та овець. Поширеними є також харчова промисловість, виробництво меблів, різноманітні ремесла.